# Ludwig Ott (Wasserballspieler)
Ludwig Ott (* 8. März 1937 in Stuttgart; † 7. August 2015) war ein deutscher Wasserballspieler.

## Sportliche Karriere
Ludwig Ott spielte beim SV Ludwigsburg.
Er wirkte in 120 Länderspielen der deutschen Wasserballnationalmannschaft mit. Bei der Europameisterschaft 1958 und dem Olympiaturnier 1960 gehörte er jeweils zum Aufgebot, wurde aber nicht eingesetzt.
1966 bei der Europameisterschaft in Utrecht belegte Ott mit der westdeutschen Mannschaft den siebten Platz, sein einziges Turniertor warf er im ersten Spiel beim 5:6 gegen Italien. 1968 bei den Olympischen Spielen 1968 in Mexiko-Stadt erreichte die deutsche Mannschaft in den Platzierungsspielen den zehnten Rang. Ott war in allen acht Partien dabei.
Ludwig Ott arbeitete im kaufmännischen Bereich bei Hewlett-Packard Deutschland.